# Mount Battock
Mount Battock är ett berg i Storbritannien.   Det ligger i kommunen Angus och riksdelen Skottland, i den norra delen av landet, 600 km norr om huvudstaden London. Toppen på Mount Battock är 773 meter över havet, eller 283 meter över den omgivande terrängen. Bredden vid basen är 5,8 km.
Terrängen runt Mount Battock är huvudsakligen lite kuperad. Runt Mount Battock är det ganska glesbefolkat, med 24 invånare per kvadratkilometer. Närmaste större samhälle är Banchory, 19,1 km nordost om Mount Battock. Trakten runt Mount Battock består i huvudsak av gräsmarker.